# Charadrius falklandicus
Il corriere delle Isole Falkland (Charadrius falklandicus, Latham 1790) è un uccello della famiglia dei Charadriidae.

## Sistematica
Charadrius falklandicus non ha sottospecie, è monotipico.

## Distribuzione e habitat
Questo uccello nidifica in Argentina, Cile e sulle Isole Falkland. D'inverno migra a nord in Uruguay e nel Brasile meridionale.